# Estação total

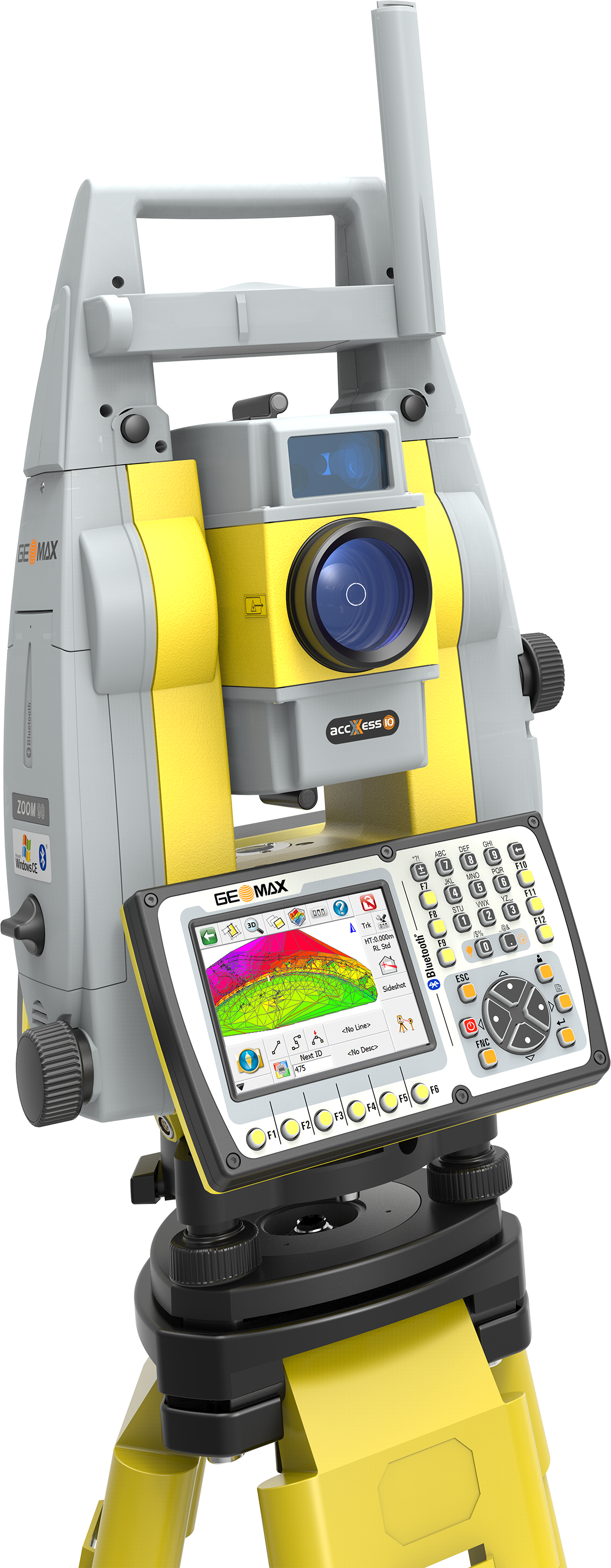
Estação total ou taqueómetro.

Estação Total ou taqueómetro (português europeu) ou taqueômetro (português brasileiro) é um instrumento eletrônico utilizado na medida de ângulos e distâncias. A evolução dos instrumentos de medida de ângulos e distâncias trouxe como consequência o surgimento deste novo instrumento, que pode ser explicado como a junção do teodolito eletrônico digital com o distanciômetro eletrônico, montados num só bloco.
A estação total é capaz de inclusive armazenar os dados recolhidos e executar alguns cálculos mesmo em campo. Com uma estação total é possível determinar ângulos e distâncias do instrumento até pontos a serem examinados. Com o auxílio de trigonometria, os ângulos e distâncias podem ser usados para calcular as coordenadas das posições atuais (X, Y e Z) dos pontos examinados, ou a posição do instrumentos com relação a pontos conhecidos, em termos absolutos.
A informação pode ser enviada do teodolito para um computador e um software aplicativo irá gerar um mapa da área estudada. Algumas estações totais também tem uma interface de GPS que combina essas duas tecnologias para fazer uso das vantagens de ambas (GPS - não necessita que os pontos a serem estudados estejam na linha de visão; Estação Total tradicional - medição de alta precisão especialmente no eixo vertical comparado ao GPS) e reduz as consequências das desvantagens de cada tecnologia (GPS - baixa precisão no eixo vertical e menor precisão sem longos períodos de ocupação; Estação Total - requer observações no campo de visão e deve ser feita sobre um ponto conhecido ou dentro do campo de visão de 2 ou mais pontos conhecidos).

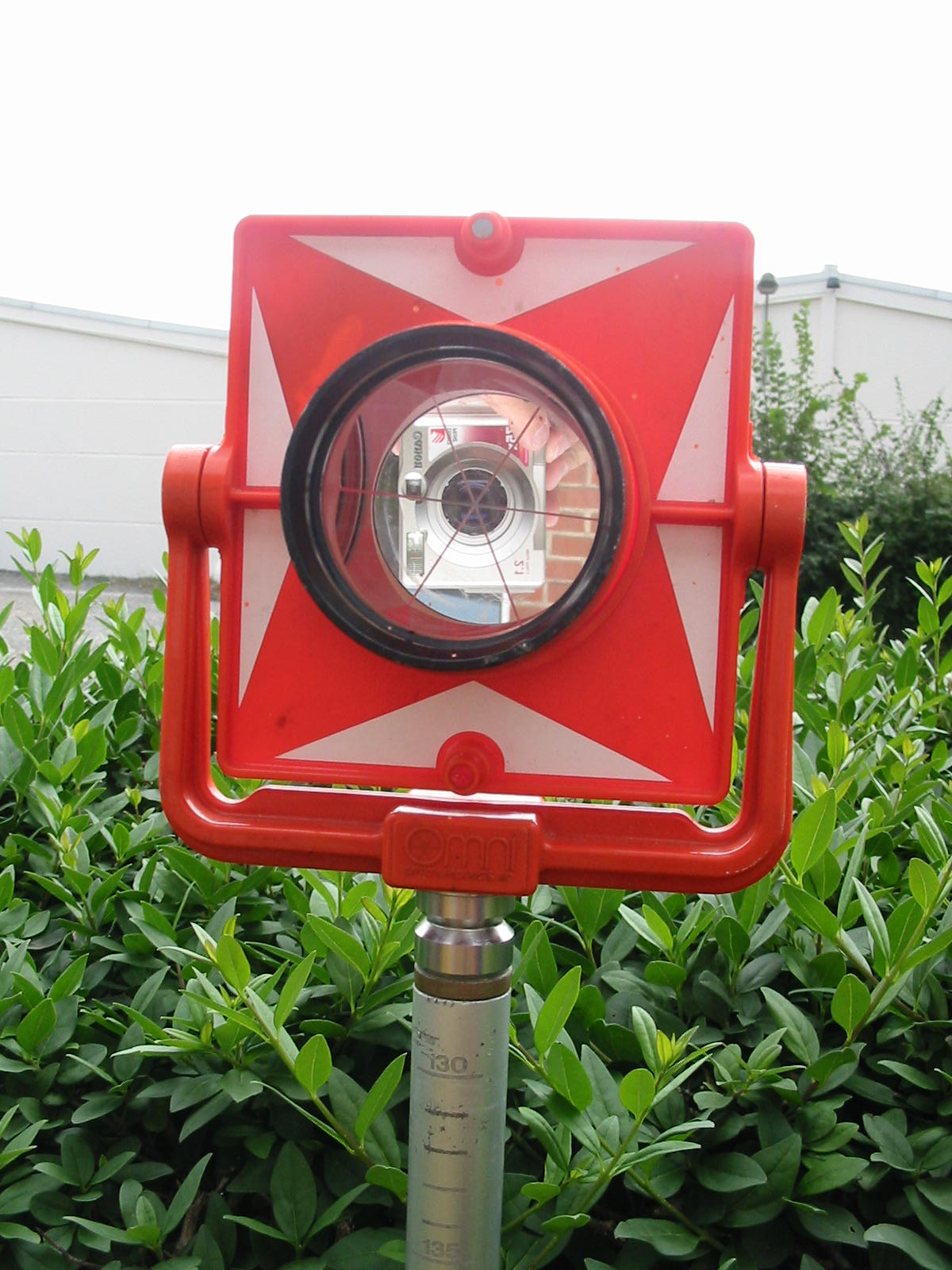
Prisma refletor.

A maioria dos instrumentos das Estações Totais medem ângulos através de scanner eletro-óptico de extrema precisão de códigos de barra digitais atados em cilindros ou discos de vidro rotativos dentro do instrumento. As Estações Totais de melhor qualidade são capazes de medir ângulos abaixo de 0,5". A típica Estação Total EDM pode medir distâncias com precisão de cerca de 0,1 milímetros, mas a maioria das aplicações requer precisão de 1,0 milímetro. Essas estações totais usam um prisma de vidro como refletor para o sinal EDM, e pode medir distâncias de até quilômetros, mas alguns instrumentos não possuem refletores e podem medir distâncias de objetos que estão distintos por cor, limitando-se a poucas centenas de metros.
Alguns modelos modernos são robotizados permitindo ao operador controlar a máquina à distância via controle remoto. Isso elimina a necessidade de um assistente a segurar o prisma refletor sobre o ponto a ser estudado. O próprio operador segura o refletor e controla a máquina a partir do ponto observado.